# Tabăra de refugiați Moria
Centrul de Recepție și Identificare Mória (în greacă Κέντρο Υποδοχής και Ταυτοποίησης Μόριας), mai cunoscut sub numele de Tabăra de Refugiați Mória sau pur și simplu „Mória”, a fost fondat în ianuarie 2013 și a servit drept cea mai mare tabără de refugiați din Europa până când a fost incendiată în septembrie 2020. Acesta era situat în afara satului Moria (în greacă: Μόρια, Mória), lângă Mytilene, pe insula Lesbos. Înconjurată cu sârmă ghimpată și un gard din plasă de sârmă, tabăra militară a servit drept „punct fierbinte” al Uniunii Europene. A fost descrisă de Human Rights Watch ca o închisoare în aer liber.

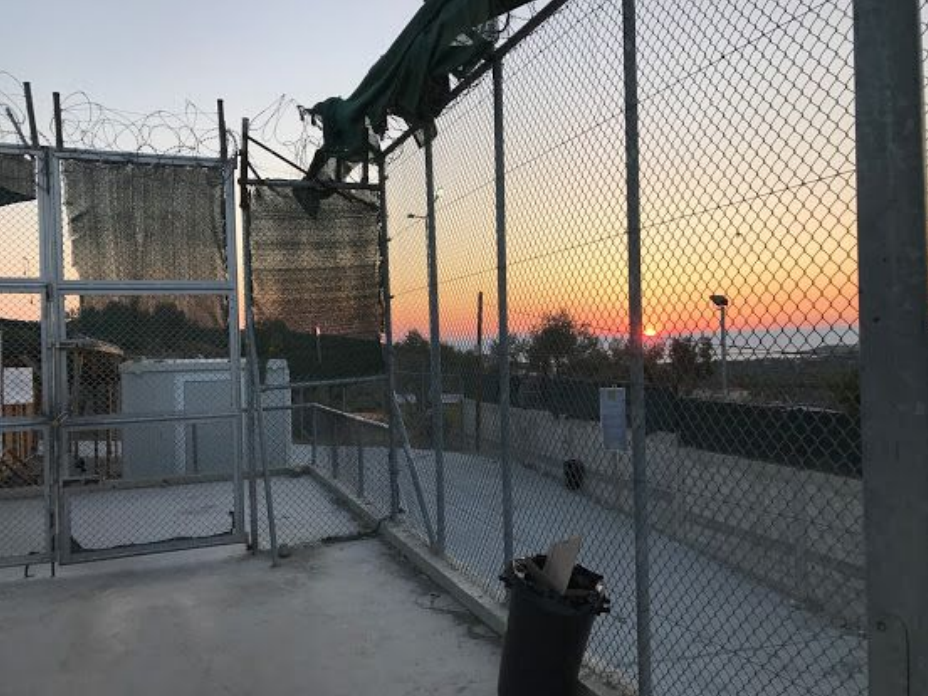
Tabăra de refugiați Moria în anul 2017

## Istorie

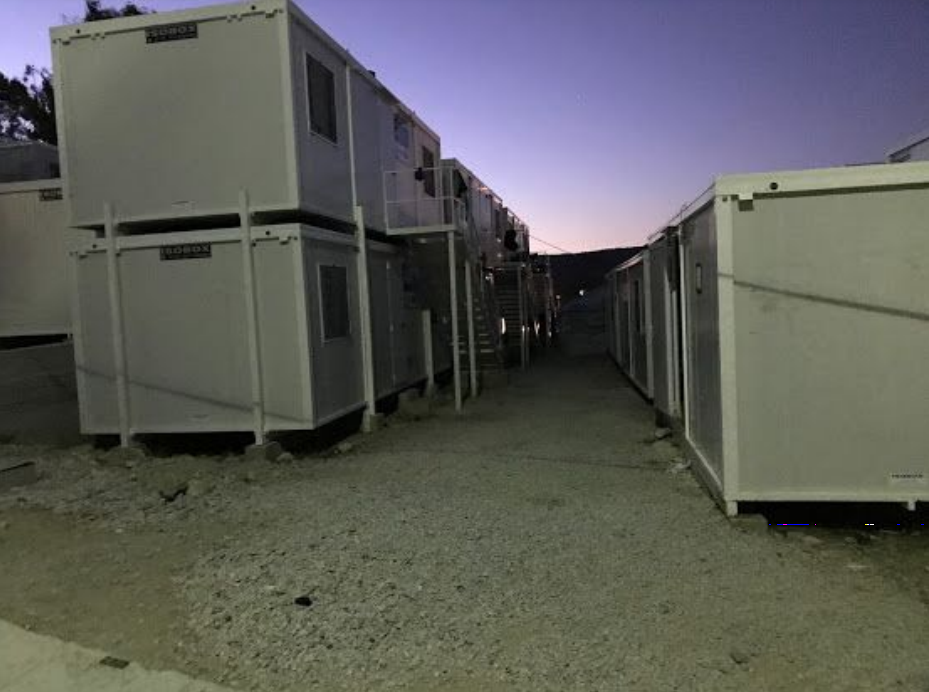
Locuințe pentru solicitanții de azil

În august 2018, coordonatorul de teren al organizației Medici fără Frontiere a numit-o „cea mai rea tabără de refugiați de pe pământ”, conform BBC. „Nu am văzut niciodată nivelul de suferință la care suntem martori aici în fiecare zi”, spune Luca Fontana, coordonatorul MSF Lesbos (7'42). 
Tabăra a fost construită pentru a găzdui aproximativ 3.000 de persoane, însă în vara anului 2020 locuiau în tabără aproximativ 20.000 de persoane, dintre care între 6.000 și 7.000 erau copii sub 18 ani. Din cauza supraaglomerării, tabăra s-a extins într-o livadă de măslini din apropiere, cunoscută sub numele de „jungla Moria”, unde locuințele erau improvizate, de obicei făcute din paleți și prelate. Migranții au tăiat aproximativ 5.000 de măslini, unii dintre ei vechi de secole, pentru a-i folosi drept lemne de foc. 
Locuitorii satului Moria din apropiere s-au plâns de creșterea criminalității, inclusiv spargeri, vandalism și jafuri de case.
Vizitat în 2019, lagărul a fost descris drept un „lagăr de concentrare pe pământ european” de către Jean Ziegler, vicepreședintele comitetului de experți care consiliază Consiliul ONU pentru Drepturile Omului. Papa Francisc l-a numit, de asemenea, lagăr de concentrare.

## Incendii

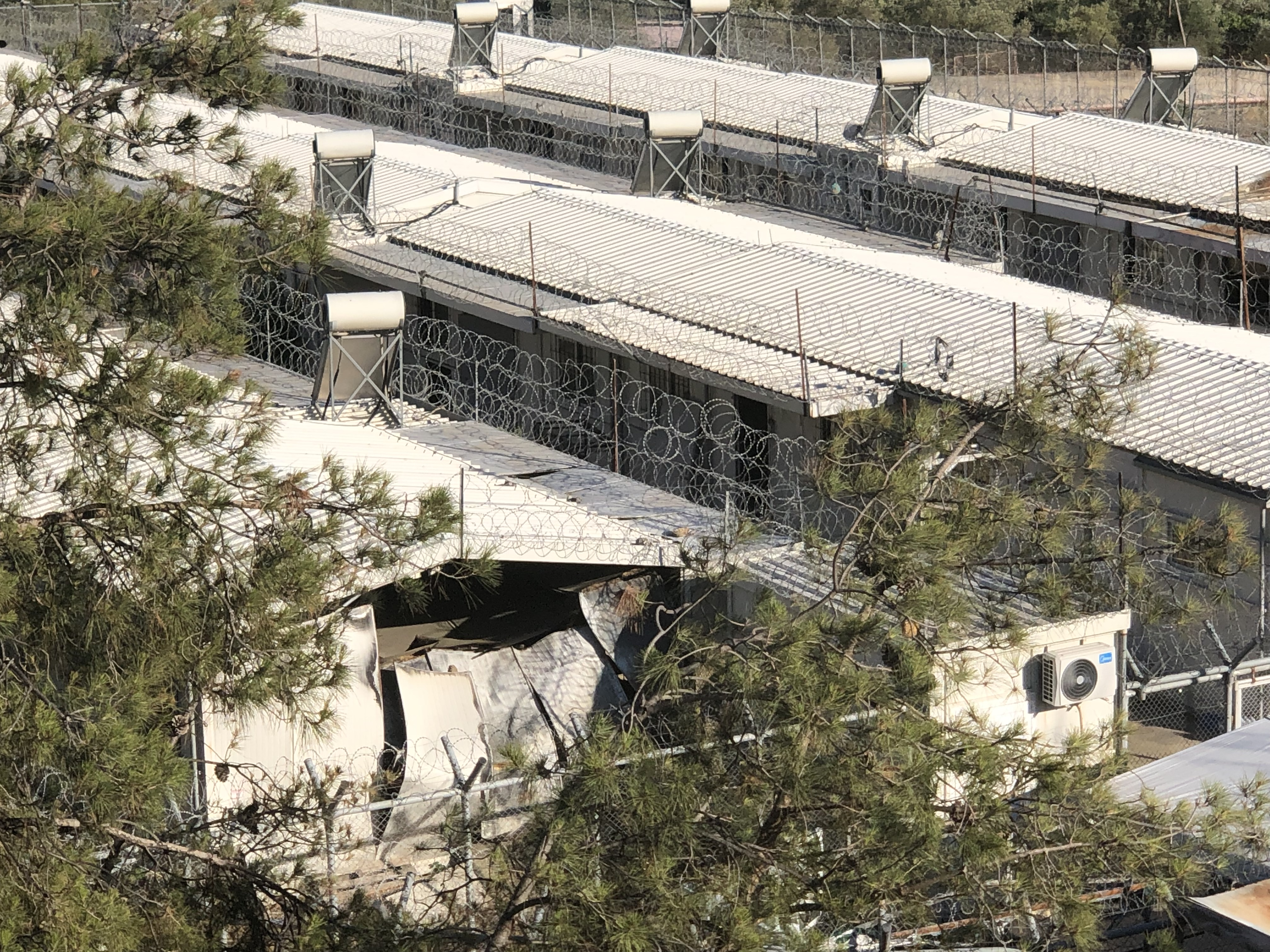
Tabăra Moria, Lesvos, Grecia. Blocuri de cazare (după închidere, 2022) Fotografie - James O'Leary

Pe 30 septembrie 2019, un incendiu în tabără a ucis o femeie afgană, soția bărbatului care urma să comită atentatele de înjunghiere de la Centrul Ismaili de la Lisabona din 2023. Pe 8 septembrie 2020, un incendiu a avariat grav tabăra cu peste 12.000 de solicitanți de azil. Pe 10 septembrie, trei nave grecești au fost trimise pentru a ajuta la adăpostirea migranților. 
Până atunci, tabăra era aproape complet distrusă. Majoritatea refugiaților au rămas fără adăpost pe stradă. În timpul protestelor care cereau evacuarea lor, poliția greacă a tras asupra lor cu gaze lacrimogene.
Guvernul grec susține că incendiile au fost provocate deliberat de migranți care protestau față de faptul că tabăra fusese închisă din cauza unui focar de COVID-19 în rândul migranților din tabără. Pe 16 septembrie 2020, patru bărbați afgani au fost acuzați oficial de incendiere intenționată pentru că ar fi provocat incendiul. 
Alți doi migranți, ambii în vârstă de 17 ani, vârstă sub vârsta răspunderii penale depline pentru adulți în Grecia, ar fi fost, de asemenea, implicați în provocarea incendiului și au fost reținuți în arestul poliției pe continent. Avocații apărării au declarat că procesul următor a avut „încălcări procedurale majore”, inclusiv traduceri incomplete, și că condamnarea s-a bazat în mare parte pe mărturia unui martor care nu a participat. 
O anchetă realizată de Forensic Architecture, bazată pe fotografii și videoclipuri ale răspândirii incendiului, a constatat că acesta era mai probabil să fi fost provocat de surse de electricitate improvizate în mijlocul unor locuințe inflamabile asemănătoare corturilor, într-un mediu cald și uscat, și răspândit de vânt. Acest lucru a fost coroborat de un raport al departamentului de pompieri din Lesbos.

## Închidere

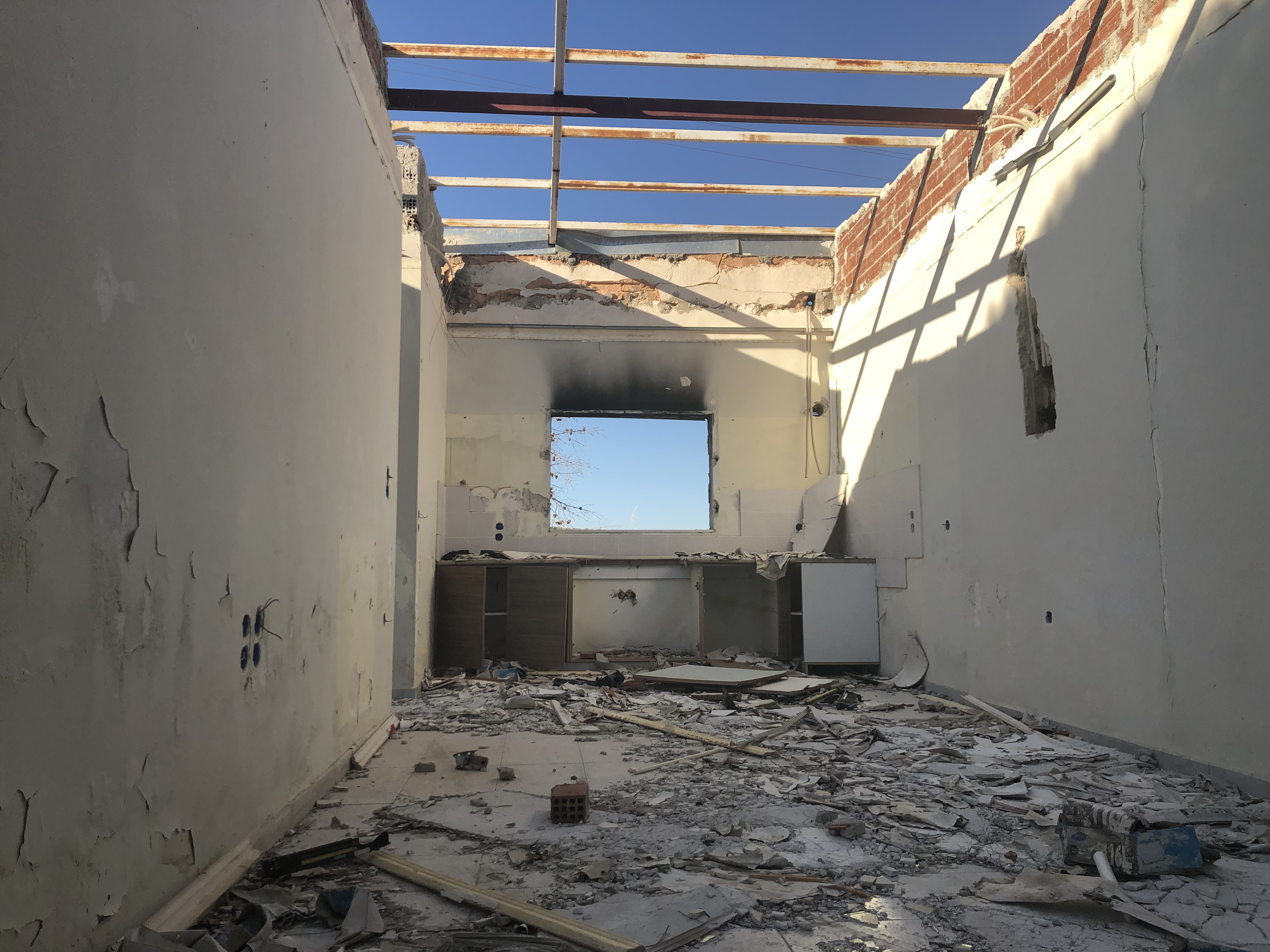
Tabăra Moria, Lesvos, Grecia. Cameră cu pagube provocate de incendiu (după închidere, 2022). Fotografie - James O'Leary

După închiderea taberei Moria, o unitate temporară a fost înființată rapid la Kara Tepe.Un centru de primire închis, mai organizat, pentru refugiați și solicitanți de azil a fost aprobat de guvernul grec, cu aprobarea UE, după ce incendiul a distrus tabăra Moria. Acesta va fi situat în zona Vastria (lângă satul Nees Kydonies) din nord-estul insulei Lesbos și urma să fie finalizat până în vara anului 2022. Cu toate acestea, Consiliul de Stat grec a revocat autorizația de construcție, din cauza lipsei unui studiu de mediu, iar lucrările de construcție au fost suspendate de atunci.